# Pseudoptilinus
Pseudoptilinus  (лат.) — род жесткокрылых насекомых семейства точильщиков.

## Описание
Точки на надкрыльях образуют слабо углублённые бороздки.

## Систематика
В составе рода два вида:
- Pseudoptilinus bernhaueri (Reitter, 1916)
- Pseudoptilinus fissicollis (Reitter in Reitter, Saulcy & Weise, 1877)